# Anisodes recumbens
Anisodes recumbens là một loài bướm đêm trong họ Geometridae.